# Ленгольд, Елена
Елена Ленгольд (серб. Јелена Ленголд; род. 15 июля 1959, Крушевац) — сербская поэтесса, прозаик и журналистка.
На протяжении многих лет работала журналистом и редактором в отделе культуры Белградского радио. Затем в течение 12 лет работала в Нансеновской академии в Норвегии, преподавала курс «Теория конфликта». С 2011 года занимается исключительно литературным творчеством.
Дебютировала как поэт, выпустив начиная с 1982 г. пять стихотворных сборников, последний из которых был удостоен премии имени Джуры Якшича. В 1990-е годы перешла на прозу и опубликовала шесть книг рассказов, а также роман «Балтимор» (2003). Наибольший успех выпал на долю сборника рассказов «Ярмарочный фокусник» (серб. Вашарски мађионичар; 2008), переведённого на восемь языков и получившего три премии в Сербии и литературную премию Европейского Союза.

## Книги

### Стихи
- Распад ботанике (1982)
- Вретено (1984)
- Поднебље мака (1986)
- Пролазак анђела (1989)
- Сличице из живота капелмајстора (1991)
- Бунар тешких речи (2011)

### Проза
- Покисли лавови (1994)
- Лифт (1999)
- Балтимор (2003)
- Вашарски мађионичар (2008)
- Претестериши ме (2009)
- У три код Кандинског (2013)
- Рашчарани свет (2016)

## Семья
Муж — Александар Баляк (серб. Aleksandar Baljak; род. 1954), литератор, автор афоризмов.